# شون إدواردز
شون إدواردز (بالإنجليزية: Sean Edwards)‏ هو مزارع الكروم وسياسي أسترالي، ولد في 2 يناير 1962 في أستراليا. حزبياً، نشط في الحزب الليبرالي الأسترالي. وقد انتخب عضو مجلس الشيوخ الأسترالي ‏ عن دائرة جنوب أستراليا ‏ (1 يوليو 2011 – 2 يوليو 2016).